# Japanischer Garten (Santiago de Chile)

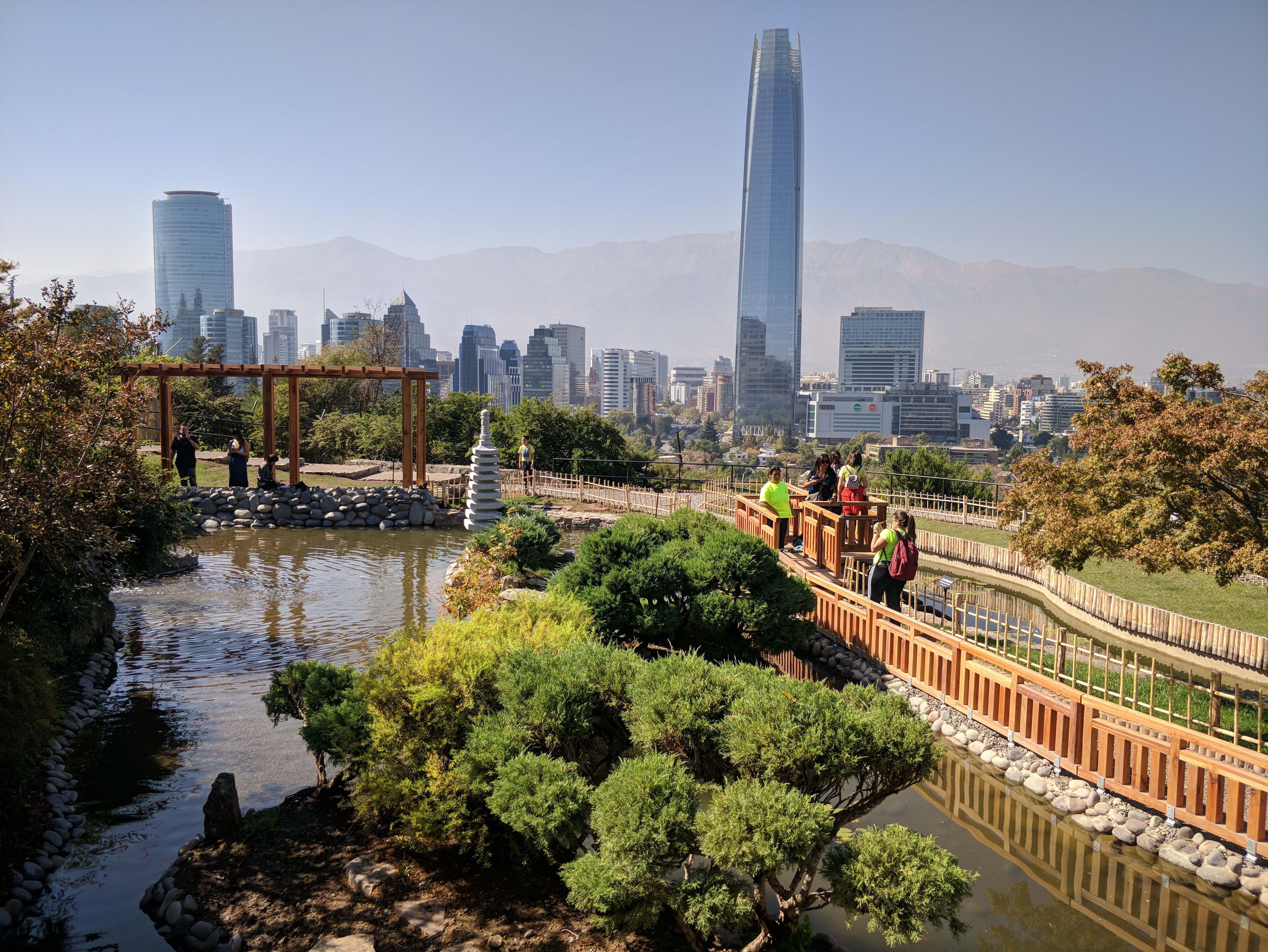
Japanischer Garten von Santiago (2019)

Der Japanische Garten von Santiago (japanisch 日本庭園サンティアゴ; spanisch Jardín Japónes de Santiago) ist eine Grünanlage auf dem Hügel San Cristóbal in der Kommune Providencia, in Santiago, der chilenischen Hauptstadt. Der öffentliche Park wird vom Metropolpark Santiago verwaltet.

## Geschichte
Der japanische Garten wurde vom japanischen Architekten Tadashi Asahi entworfen und 1978 eingeweiht. Nach einer umfassenden Umgestaltung durch den chilenischen Agraringenieur Alexis Vidal und finanziert von der chilenisch-japanischen Handelskammer anlässlich der Feierlichkeiten zum Gedenken an den 100. Jahrestag der chilenisch-japanischen Beziehungen, wurde der Park im September 1997 im Beisein von Prinz Hitachi und Prinzessin Hanako wiedereröffnet.

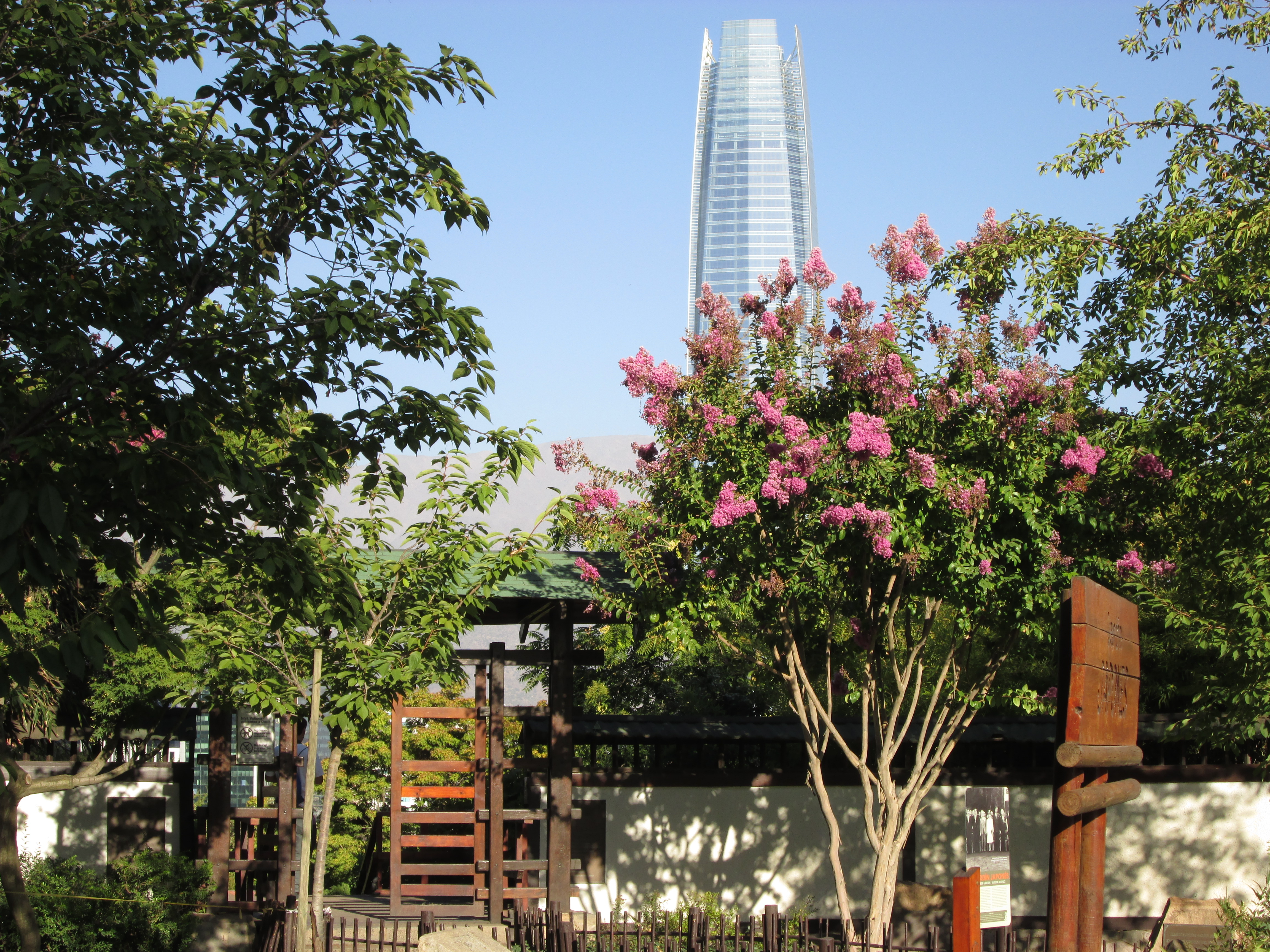
Haupteingang des Gartens (2016)

2006 pflanzte Prinz Akishino im Garten einen Kirschbaum als Zeichen der Verbundenheit mit der in Chile lebenden japanischen Gemeinschaft und ihren Nachkommen (Nikkei).
Die zweite Gestaltungsphase wurde durch den Architekten und Landschaftsarchitekten Juan Manuel Gálvez zwischen 2017 und 2019 ausgeführt, um den Garten von 3.600 auf 4.500 Quadratmeter zu erweitern und weitere Elemente wie neue Wanderwege und Dekorationen hinzuzufügen. Dazu blieb der Park von Dezember 2016 bis zum Januar 2019 geschlossen. Während der COVID-19-Pandemie in Chile wurde im zwangsweise geschlossenen Garten unter anderem die Bewässerung auf ein technisches und automatisiertes Nachtbewässerungssystem umgestellt und hölzerne Brücken und die Pergola wurden saniert.

## Anlage
Der Haupteingang des Parks liegt an der Pedro-de-Valdivia-Norte-Avenue, neben der gleichnamigen Metrostation (Pedro de Valdivia, Linie 1). Der japanische Garten ist Teil des über 700 Hektar großen Parque Metropolitano de Santiago.

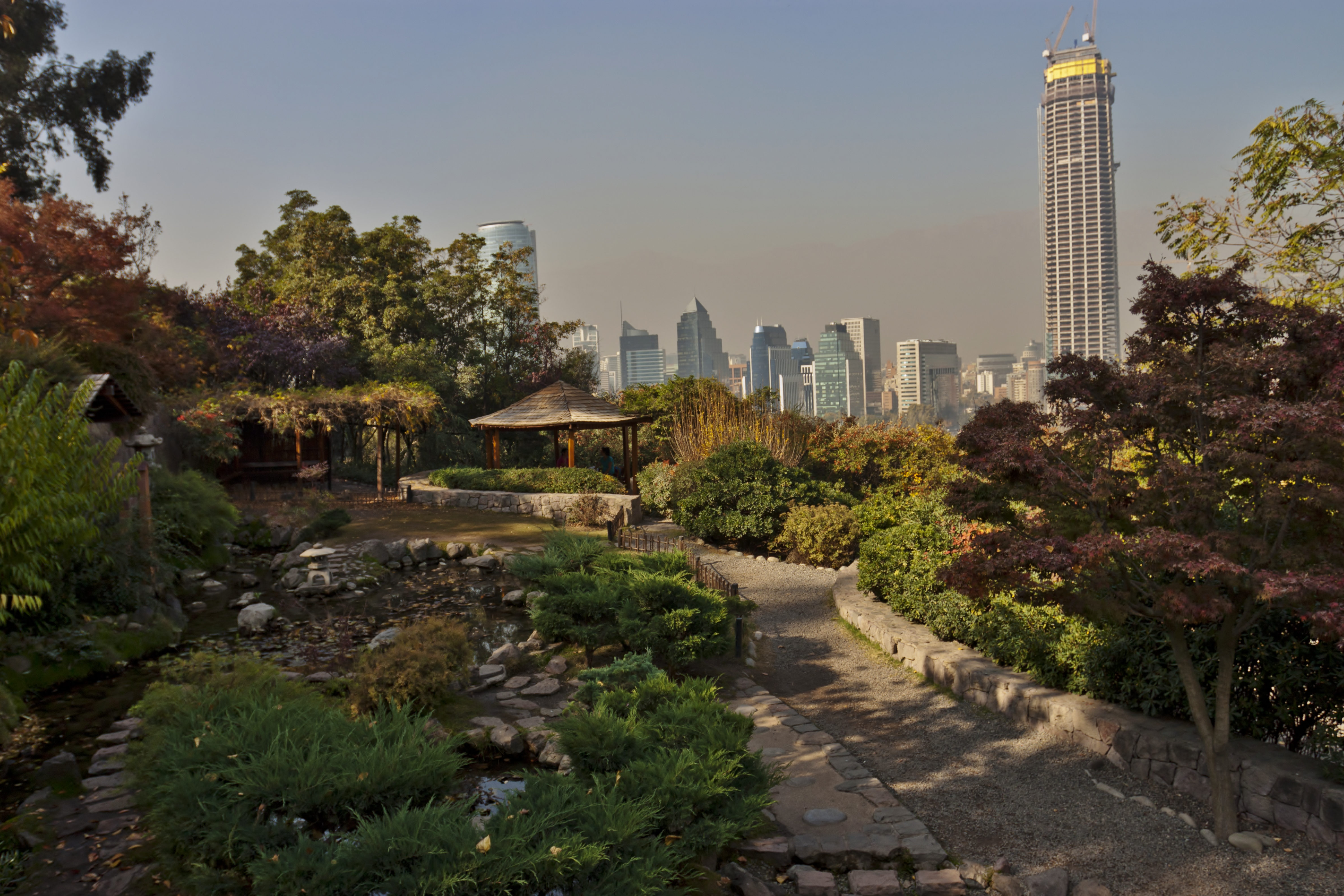
Blick vom Garten auf das Finanzviertel

Ein relevantes Gestaltungsmerkmal für den Bau des Gartens ist „Kontemplation“, daher wurde er innerhalb der Stadt an einem Ort mit weniger Lärm und in ausreichender Höhe auf dem 880 Meter hohen langgestreckten Hügel „Cerro San Cristóbal“ im Stadtteil Bellavista von Santiago de Chile am Nordufer des Río Mapocho angelegt. Von dort aus ist ein Panoramablick auf die Stadt mit dem Finanzviertel möglich, das im Volksmund als „Sanhattan“ bekannt ist.
Der Garten im traditionellen japanischen Stil ist in seiner Gestaltung von den japanischen Gärten des 12. Jahrhunderts (Kamakura-Zeit) inspiriert und umfasst auf mehreren Ebenen verschiedene typische Elemente der japanischen Gartenkunst und Flora. Unter den in den Garten integrierten Elementen japanischer Kunst stechen die Bambuswände, Holzbrücken, Teiche, Kanäle und Wasserfälle, ein Springbrunnen mit einer traditionellen japanischen Wassermühle, Laternen im Yukimi-Stil, eine Hanami-Bühne und ein Kare-san-sui hervor.
Insgesamt wachsen über 100 verschiedene Pflanzen- und Baumarten im Garten, darunter mehr als dreißig Japanische Blütenkirschen, Japanische Ahorne, Zwergmispeln, Chinesische Klebsame, Granatapfel, Ginkgo, Blauglockenbaum, Säckelblumen, Abelien, Lotosblumen und Azaleen.

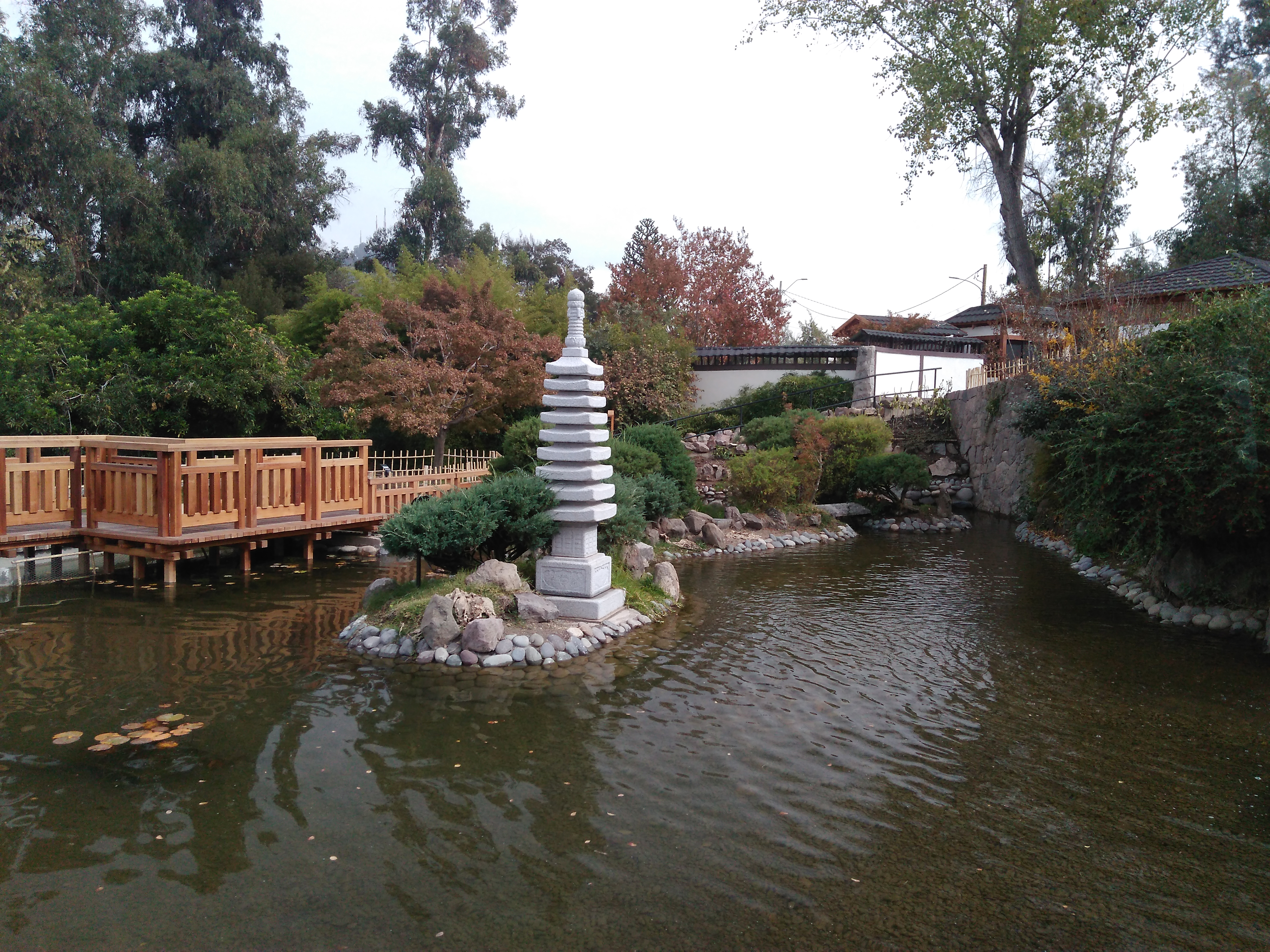
Teich
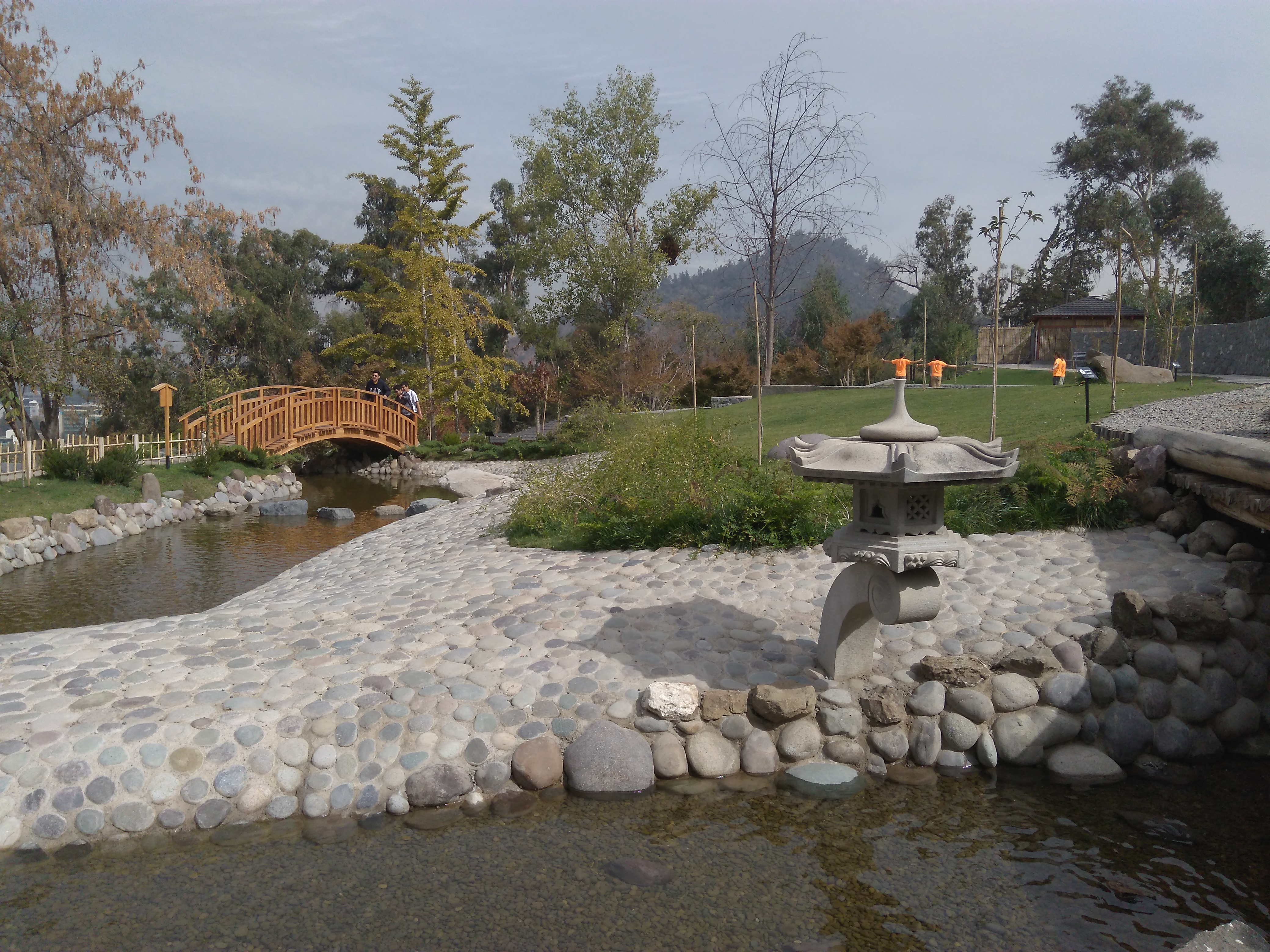
Künstliche Bachläufe
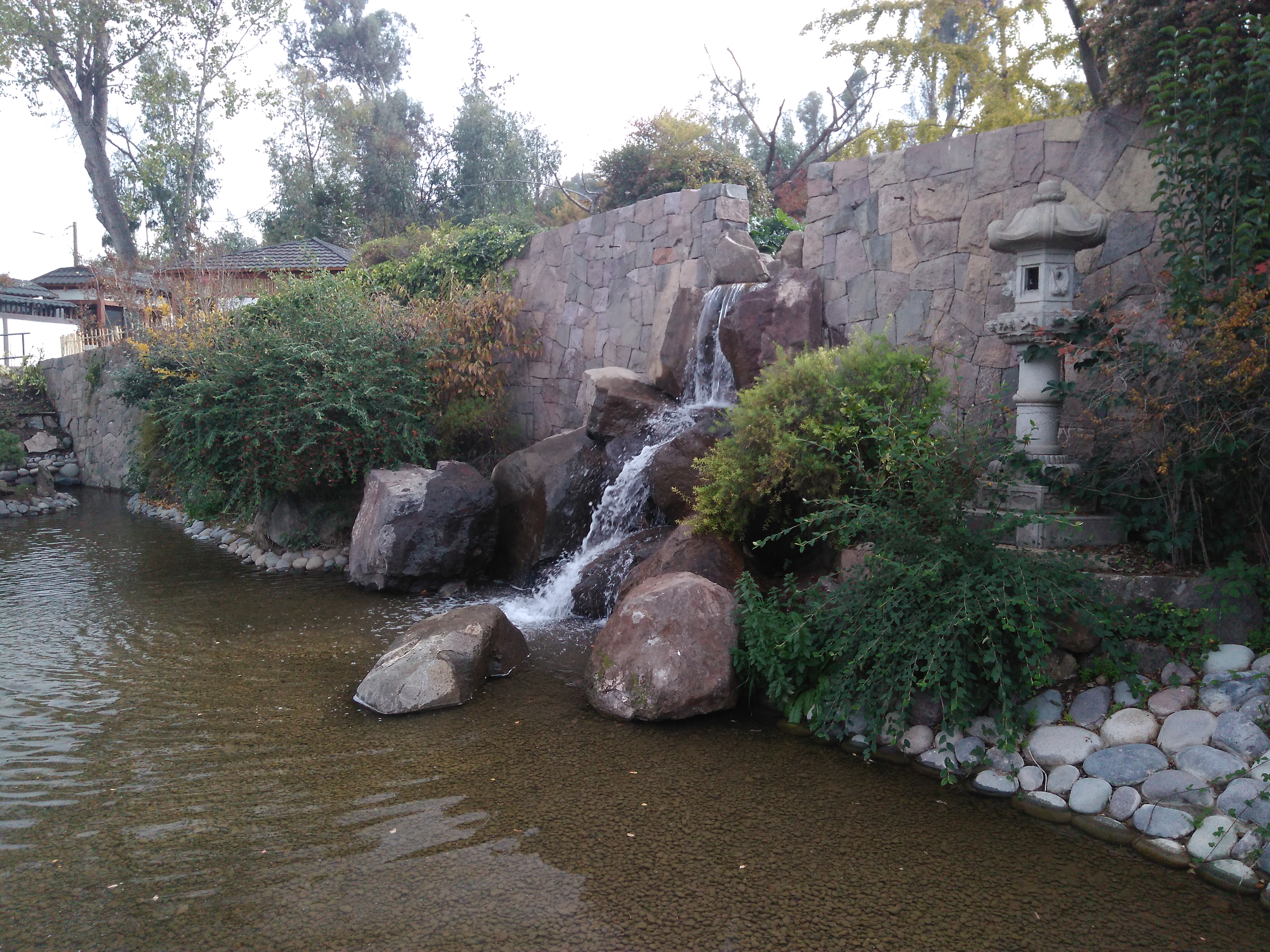
Angelegter Wasserfall
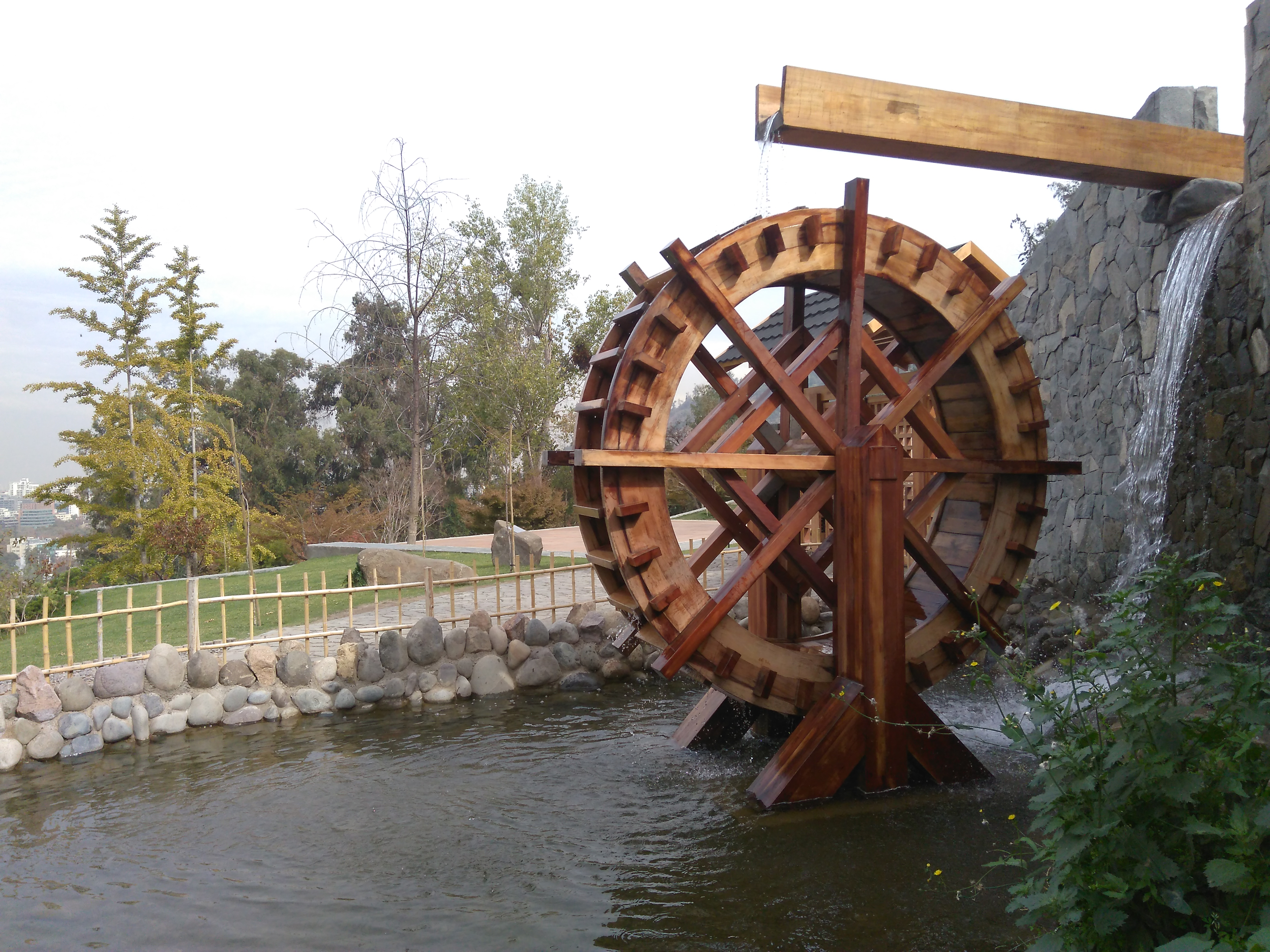
Wasserrad
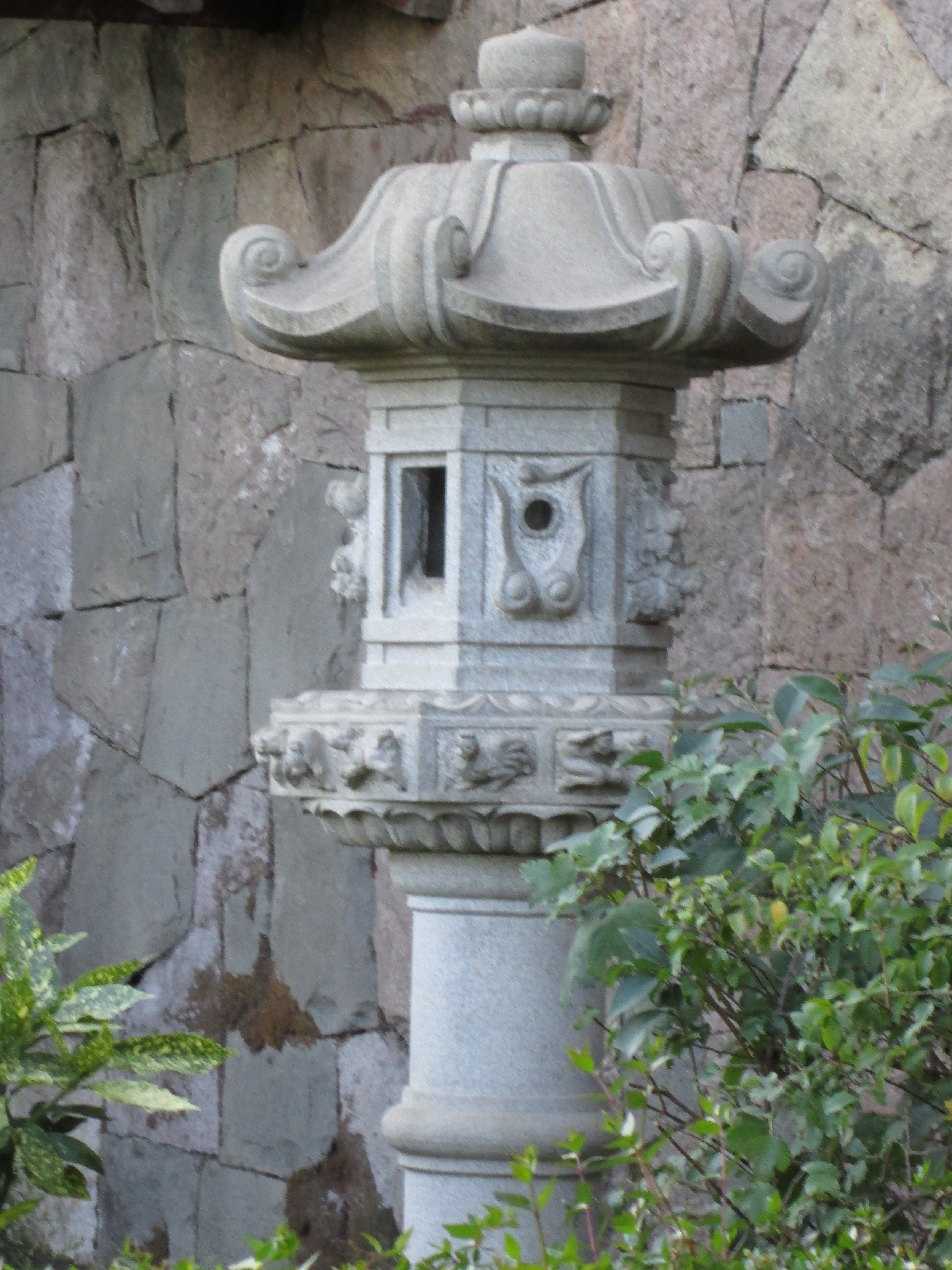
Yukimi-Laterne aus Stein